# François-André Vincent
François-André Vincent (París; 30 de diciembre de 1746-íd., 3 o 4 de agosto de 1816), pintor neoclásico francés.

## Biografía
Fue alumno de su padre, el miniaturista François-Élie Vincent, profesor de la Academia de San Lucas de París y más tarde de Joseph-Marie Vien
Ganó el Premio de Roma de 1768, y se instaló en Italia de 1771 a 1775. Tras regresar a París fue admitido en la Real Academia de Pintura y Escultura en 1777 y a partir de esa fecha expuso regularmente en el salón de exposiciones.
En 1790 Vincent fue contratado como maestro de dibujo por Luis XVI de Francia. En 1799 se casó con Adélaïde Labille-Guiard,  pintora de gran fama y talento que había sido instruida en su niñez por el padre de François-Élie en la miniatura y por su propio marido en la técnica al óleo.
Considerado como "líder" de la escuela neoclásica y uno de los principales rivales de Jacques-Louis David, es inmediatamente eclipsado por éste. Durante la Revolución francesa sus ideales monárquicos le enfrentan aún más a David.
Vincent fue uno de los primeros miembros de la Academia de Bellas Artes de Francia, que reemplazó a la Real Academia en 1795. Al final de su vida su actividad profesional se vio disminuida por problemas de salud, aun así, tras su muerte, siguió recibiendo honores oficiales.
Fue influenciado por el arte clásico de la Antigüedad, por maestros del Alto Renacimiento italiano, especialmente Rafael, e incluso por contemporáneos como Jean-Honoré Fragonard.
Al igual que su rival David, Vincent fue responsable de un importante taller en el que se formarían numerosos artistas, tales como Pierre-Nolasque Bergeret, Charles Thévenin, François-Joseph Heim, Charles Paul Landon, Isabelle Pinson y Charles Meynier.

## Legado artístico

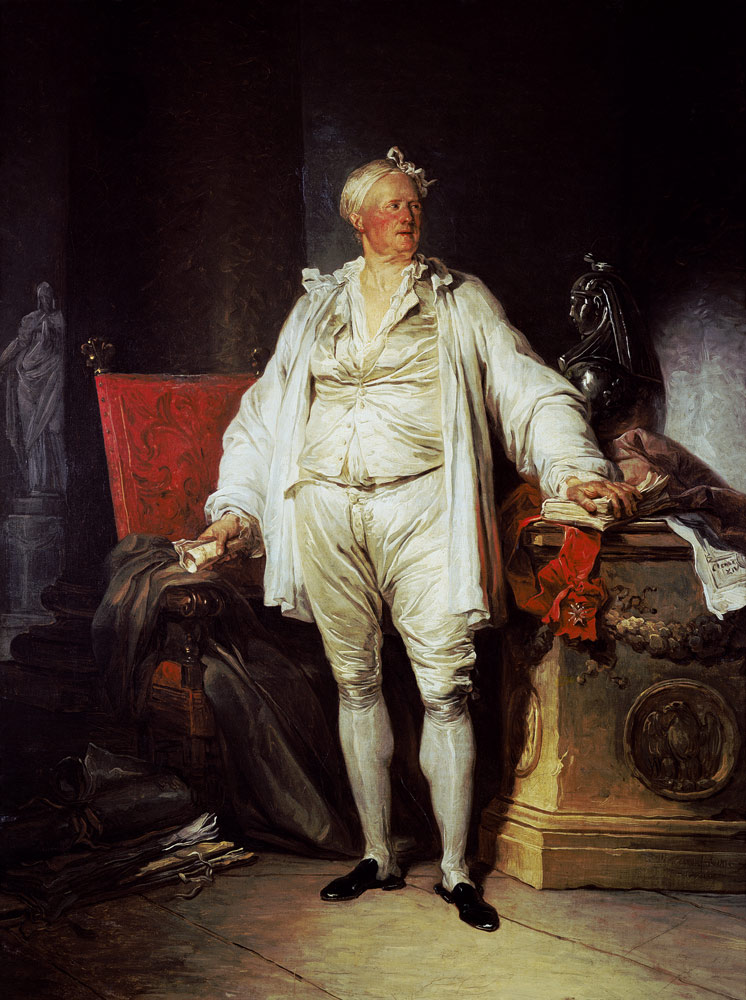
Retrato de Monsieur Bergeret de Grancourt (1774). Museo des Beaux-Arts, Besançon.
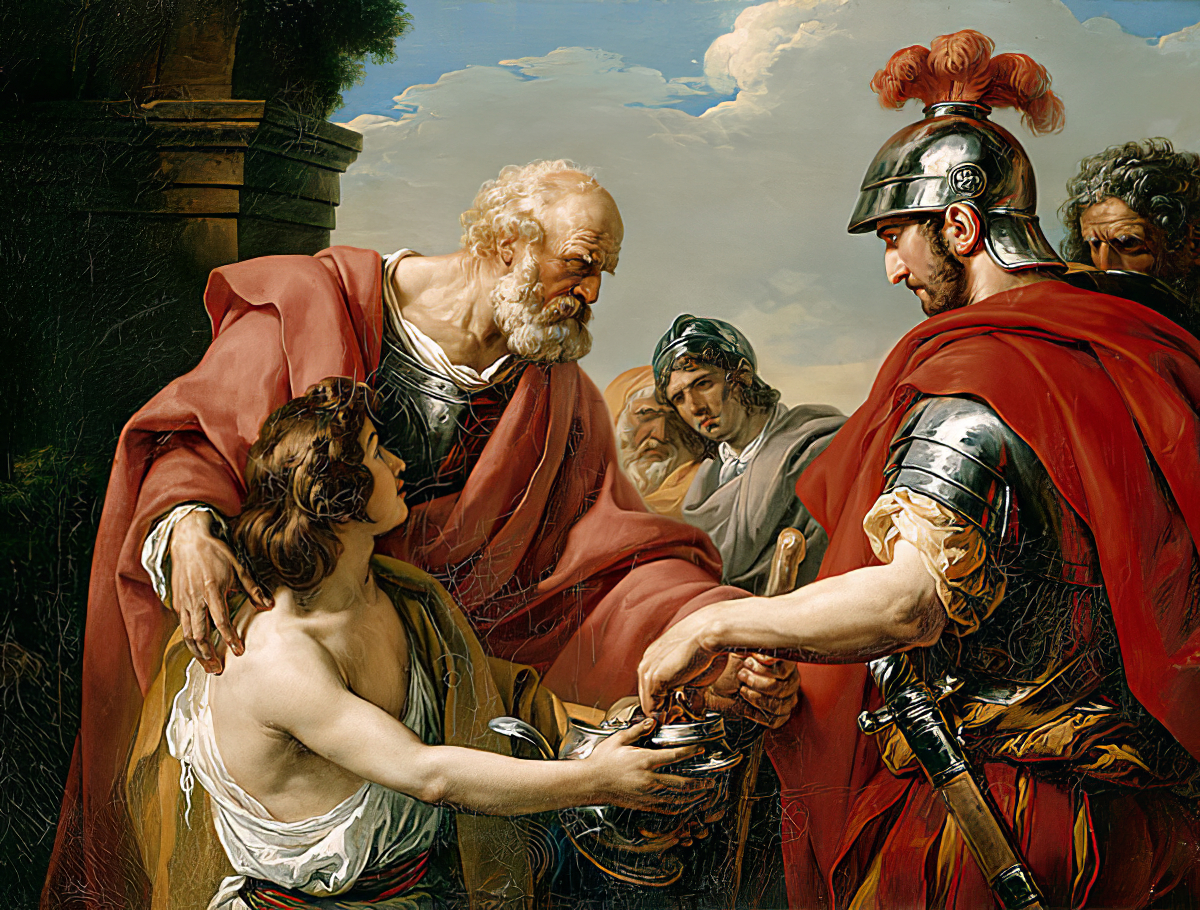
Belisario (1776). Museo Fabre, Montpellier.
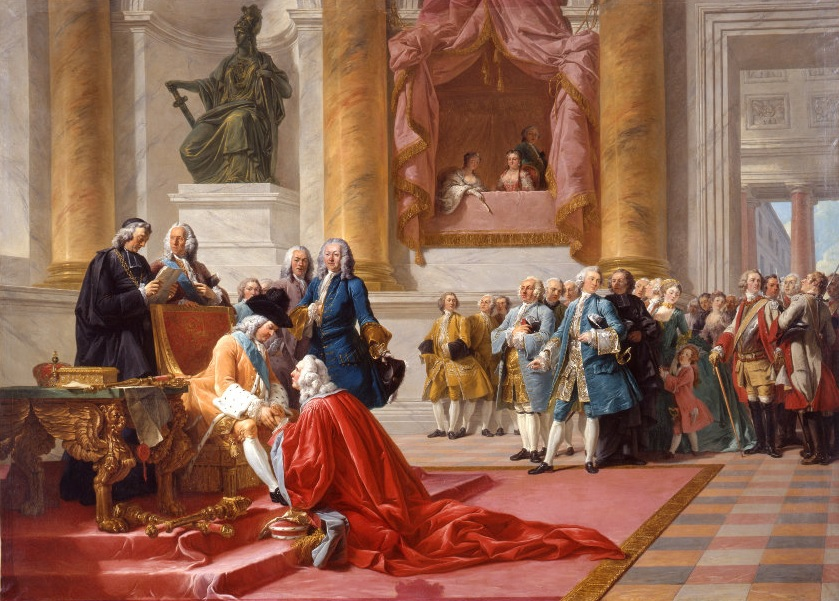
El marqués de La Galaizière nombrado canciller de Lorena en el palacio de Meudon por Stanislas Leczinski el 18 de enero de 1737 (1778). Museo histórico de Lorena, Nancy.
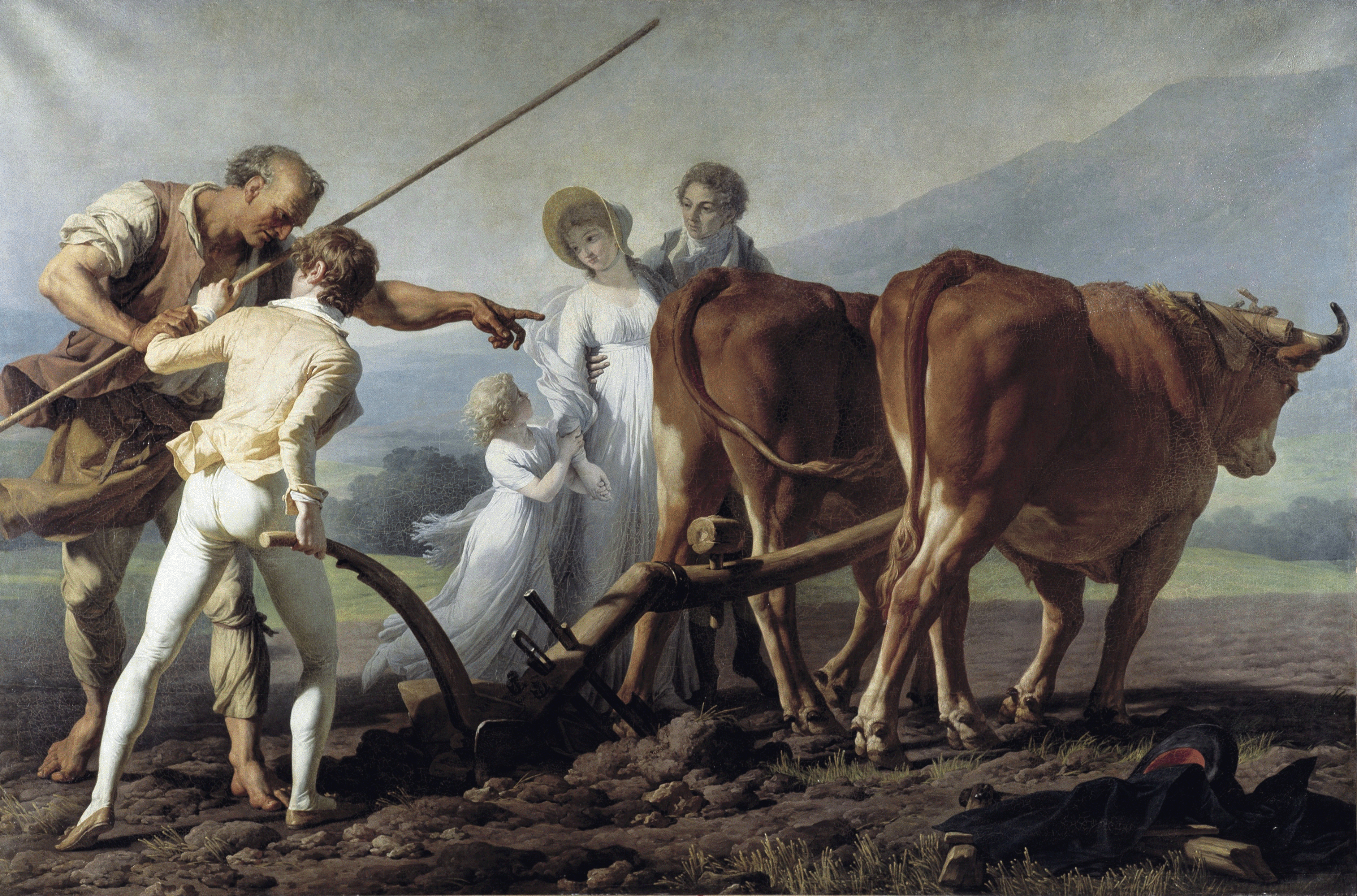
La Lección de agricultura (1793-98). Museo de Bellas Artes de Burdeos.